# Vrij Technisch Instituut Ieper
Het VTI Ieper is een secundaire school in Ieper in de Belgische provincie West-Vlaanderen, met technisch en beroepssecundair onderwijs. De school bestaat sinds het jaar 1908.

## Geschiedenis
In 1908 werd de Sint-Jozefs Vrije Beroepsschool opgericht. De eerste 60 leerlingen hadden de keuze tussen een opleiding drukkers en houtbewerkers. Tijdens de Eerste Wereldoorlog wordt de school in 1915 vernield door obussen (bommen) en brand. Pas in 1923 konden de voorlopige lokalen ingeruild worden voor een nieuw schoolgebouw. In 1978 heeft de school een recordaantal leerlingen. 1075 leerlingen werden dat jaar ingeschreven.